# Почётные граждане Костромы
Почётный гражданин города Костромы — почётное звание, присваиваемое за значимый вклад в развитие города Костромы.

## История
Впервые звание было присвоено П. П. Шиловскому в 1913 году, это было единственное присвоение звания вплоть до 1967 года. С 1967 года традиция присваивать звание была возобновлена. В период с 1967 по 2001 год звание было присвоено 35 раз, из них в советское время — 11. В период с 2002 по 2013 — 25 раз. Двум гражданам звание присвоено в 2014 г. На 2015 год звание присвоено 53 гражданам.
По заказу Администрации городского округа города Кострома были подготовлены два тома энциклопедии «Почётные граждане Костромы», изданные тиражом по 1000 экз. Стоимость подготовки только второго тома, включающего 25 почётных граждан, которым звание было присвоено в 2002—2013 годах, обошлась бюджету города в 446 тыс. руб..

## Почётные граждане Костромы
- Фокс, Густав Ваза (1866)[источник не указан 223 дня]
- Шиловский, Пётр Петрович (1913)[источник не указан 223 дня]

### 1967—1991
- Соколовский, Павел Александрович (1967)[3]
- Николаева, Александра Семёновна (1967)[3]
- Преображенский, Николай Алексеевич (1967)[3]
- Корёгина, Зинаида Васильевна (1972)[3]
- Новиков, Александр Александрович (1972)[3]
- Плетнёва, Валентина Николаевна (1972)[3]
- Торочков, Иван Михайлович (1972)[3]
- Смирнова, Зоя Ананьевна (1987)[3]
- Гузанов, Геннадий Иванович (1987)[3]
- Суслов, Николай Николаевич (1987)[3]
- Григоров, Александр Александрович (1989)[3]

### 1991—2001
- Бекишева, Антонина Семеновна (1994)[3]
- Лебедев, Евгений Яковлевич (1994)[3]
- Розов, Виктор Сергеевич (1995)[3]
- Аносов, Всеволод Николаевич (1995)[3]
- Голубев, Вольдемар Петрович (1996)[3]
- Солнцева, Лариса Александровна (1996)[3]
- Худых, Михаил Ильич (1997)[3]
- Красикова (Аркадьева), Ирина Аркадьевна (1997)[3]
- Тороп, Калерия Густавовна (1997)[3]
- Корнилов, Владимир Григорьевич (1998)[3]
- Москвина, Алла Валентиновна (1998)[3]
- Бузин, Александр Иванович (1999)[3]
- Голубев, Александр Вячеславович (1999)[3]
- Дягилев, Василий Валентинович (1999)[3]
- Игнатьев, Виктор Яковлевич (1999)[3]
- Морев, Константин Андреевич (1999)[3]
- Шевелёв, Иосиф Шефтелевич (1999)[3]
- Барабошкин, Николай Дмитриевич (2000)[3]
- Ильчевский, Константин Петрович (2000)[3]
- Меттен Петер (2000)[3]
- Лебедев, Юрий Владимирович (2000)[3]
- Морозова, Римма Константиновна (2000)[3]
- Радченко, Евгений Вячеславович (2001)[3]
- Белых, Алексей Павлович (2001)[3]

### 2002—2013
- Разина, Нина Ивановна (2002)[3]
- Смирнов, Павел Иванович (2002)[3]
- Шуварин, Юрий Михайлович (2002)[3]
- Кузнецов, Георгий Константинович (2003)[3]
- Лебедев, Иван Васильевич (2003)[3]
- Шепелев, Сергей Петрович (2004)[3]
- Васильев, Леонид Сергеевич (2005)[3]
- Метелкин, Николай Иванович (2005)[3]
- Вайнштейн, Владимир Ильич (2006)[3]
- Шустов, Алексей Константинович (2006)[3]
- Клещев, Александр Григорьевич (2007)[3]
- Кротов, Владислав Николаевич (2007)[3]
- Куксенко, Фаина Николаевна (2007)[3]
- Карвацкий, Юрий Петрович (2008)[3]
- Олюнина (Панарина), Алевтина Сергеевна (2008)[3]
- Базанков, Михаил Федорович (2008)[3]
- Герасимов, Николай Иванович (2009)[3]
- Авхимков, Эдуард Васильевич (2010)[3]
- Иванов, Валерий Львович (2010)[3]
- Коротков, Борис Павлович (2010)[3]
- Пудышева Галина Александровна (2011)[3]
- Ермаков Евгений Иванович (2011)[3]
- Чураков Юрий Александрович (2012)[3]
- Ермаков Евгений Львович (2013)[3]
- Цикунов Юрий Федорович (2013)[3]

### 2014
- Митрополит Александр (Могилев) (2014)[3]
- Тихомиров Николай Степанович (2014)[3]